# Bantamia
Bantamia  is een uitgestorven geslacht van koralen uit de klasse van de Anthozoa (bloemdieren).

## Soort
- Bantamia gerthi Yabe & Eguchi, 1943 †